# Chrysopa fratercula
Chrysopa fratercula är en insektsart som beskrevs av Banks 1940. Chrysopa fratercula ingår i släktet Chrysopa och familjen guldögonsländor. Inga underarter finns listade i Catalogue of Life.